# Bahnhof Komagome
Der Bahnhof Komagome (jap. 駒込駅, Komagome-eki) ist ein Bahnhof in der japanischen Hauptstadt Tokio, der von den Bahngesellschaften JR East und Tōkyō Metro bedient wird. Er befindet sich im Osten des Bezirks Toshima und ist ein Umsteigeknoten zwischen Eisenbahn und U-Bahn.

## Verbindungen
Komagome ist ein Zwischenbahnhof an der von JR East betriebenen Yamanote-Linie. Sie verläuft ringförmig um die gesamte Tokioter Innenstadt und gehört zu den am intensivsten genutzten Bahnstrecken der Welt. Nahverkehrszüge fahren – in beiden Richtungen – tagsüber alle fünf Minuten, während der Hauptverkehrszeit alle drei bis vier Minuten.
Die U-Bahn-Gesellschaft Tōkyō Metro betreibt die Namboku-Linie von Meguro über Iidabashi nach Akabane-iwabuchi; an den Endstationen bestehen Durchbindungen einerseits zur Tōkyū Meguro-Linie nach Bahnhof Hiyoshi, andererseits zur Saitama-Schnellbahnlinie nach Urawa-misono. Bushaltestellen befinden sich auf dem südlichen Bahnhofsvorplatz und an der Hauptstraße Hongō-dōri; bedient werden diese von einer Linie der Gesellschaft Toei Bus sowie von je einer Quartierbuslinie der Bezirke Toshima und Bunkyō.

## Anlage
Der Bahnhof steht im östlichen Teil des namensgebenden Stadtteils Komagome, der zum Bezirk Toshima gehört. Die Gegend ist geprägt von Wohnvierteln sowie von mehreren Bildungseinrichtungen und Grünanlagen. In der Nähe befinden sich unter anderem der Furukawa-Garten, der Rikugi-Park und der Somei-Friedhof sowie mehrere Einkaufsstraßen (Shimofuri-ginza, Somei-ginza, Azeria-dōri und Tabata-ginza).
Die von Südwesten nach Nordosten ausgerichtete Anlage befindet sich in einem Einschnitt und umfasst vier Gleise, wobei das nördliche Gleispaar den hier haltenden Nahverkehrszügen der Yamanote-Linie dient. Diese liegen an einem vollständig überdachten und mit Bahnsteigtüren ausgestatteten Mittelbahnsteig, während auf dem südlichen Gleispaar die Züge der Shōnan-Shinjuku-Linie ohne Halt durchfahren. Am westlichen Ende des Bahnsteigs führen Treppen, Rolltreppen und ein Aufzug hinauf zum Empfangsgebäude, das an der Nordseite in den Hang des Einschnitts hinein gebaut ist. Eine gedeckte Brücke führt über die Gleise zum südlichen Vorplatz. Am östlichen Ende geht der Einschnitt in einen Damm über; dort führen eine Treppe und ein Aufzug hinunter zu einem Personentunnel. Vom Empfangsgebäude besteht eine Passage zum U-Bahnhof, der sich unter der Hauptstraße Hongō-dōri in Nord-Süd-Richtung erstreckt; er umfasst eine Verteilerebene und darunter zwei Gleise an einem mit Bahnsteigtüren ausgestatteten Mittelbahnsteig.
Im Fiskaljahr 2019 nutzten durchschnittlich 69.555 Fahrgäste täglich den Bahnhof. Davon entfielen 48.861 auf JR East und 20.694 auf Tōkyō Metro.

## Bilder

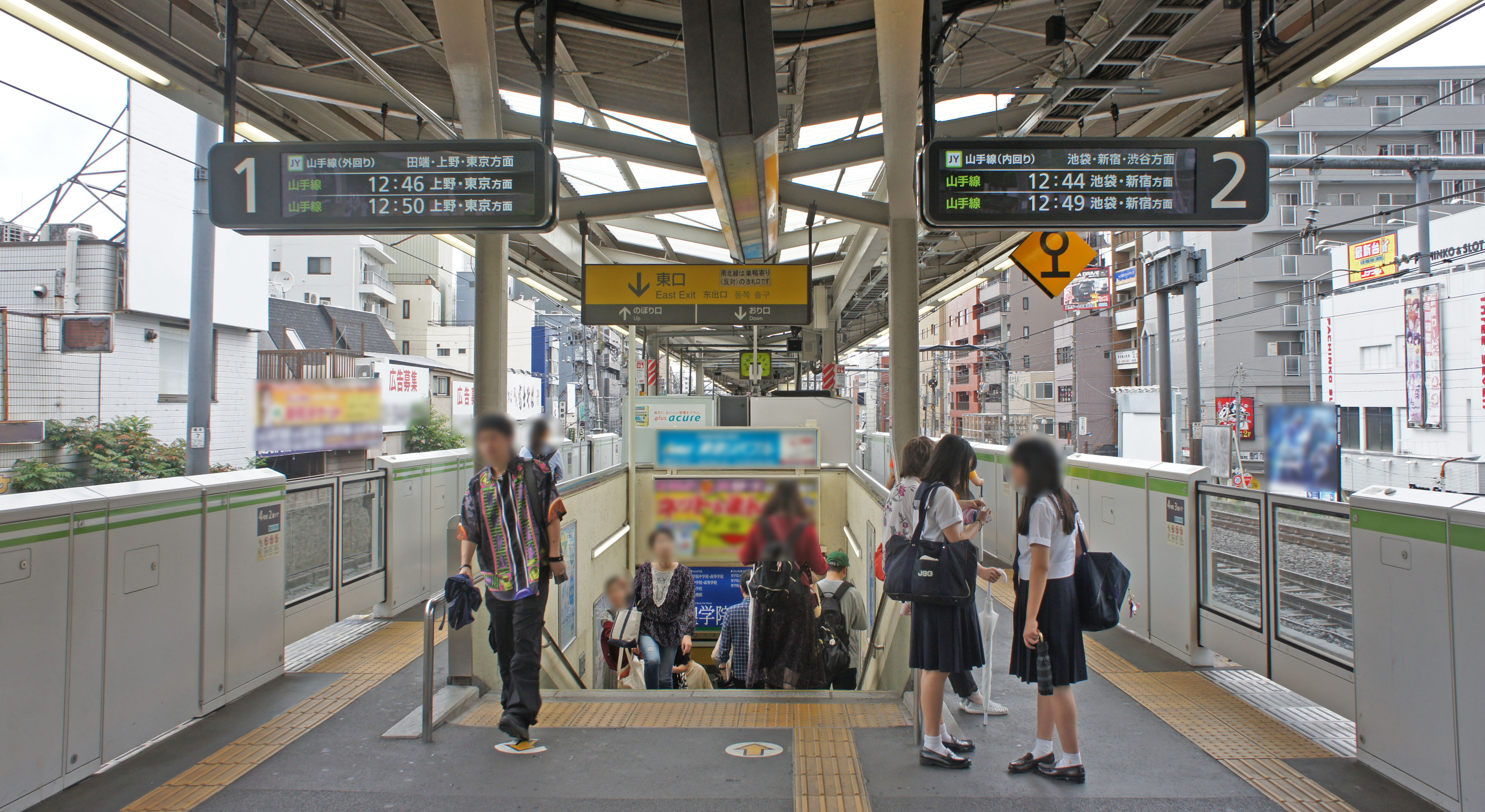
Bahnsteig der Yamanote-Linie
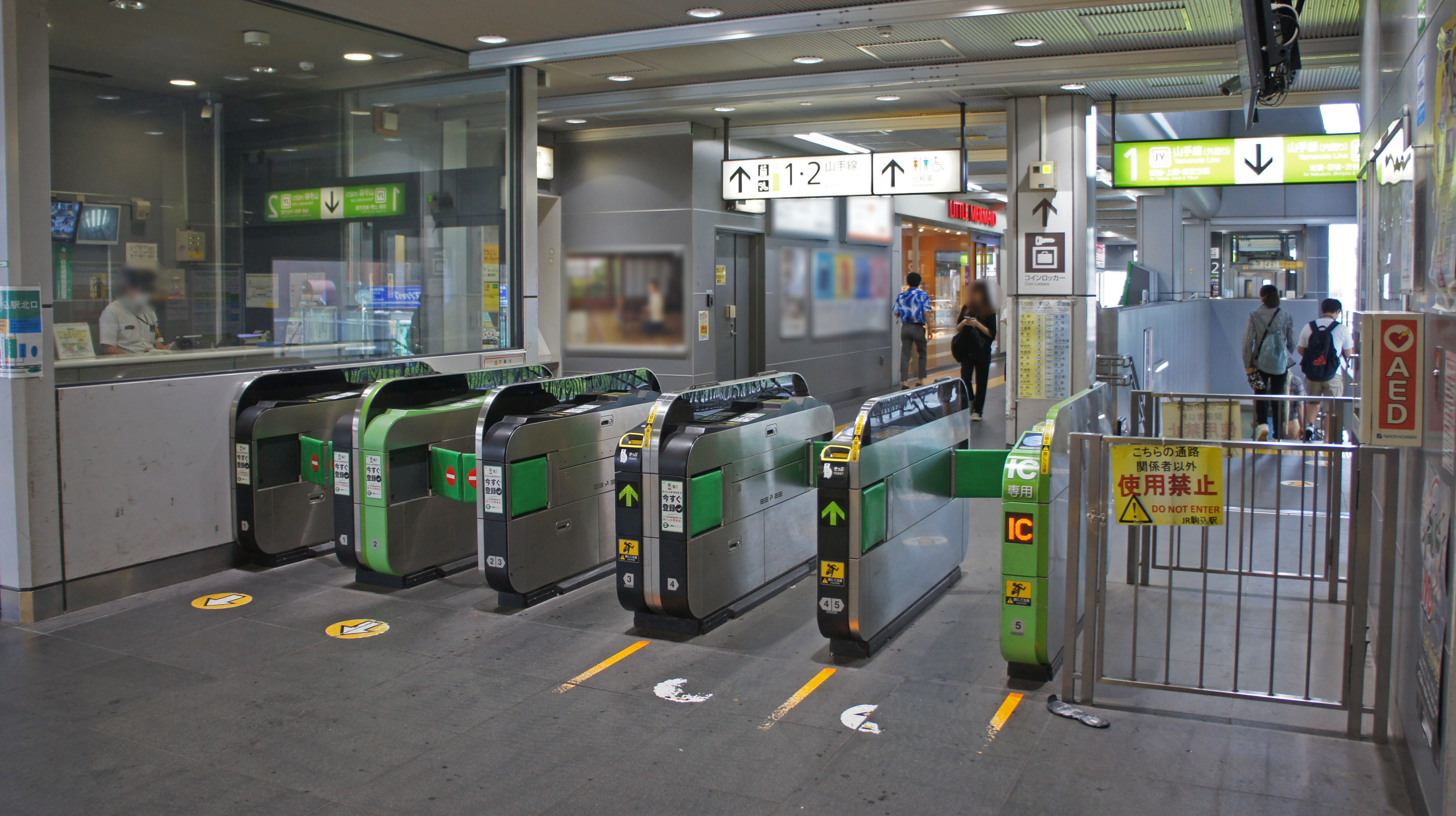
Bahnsteigsperren
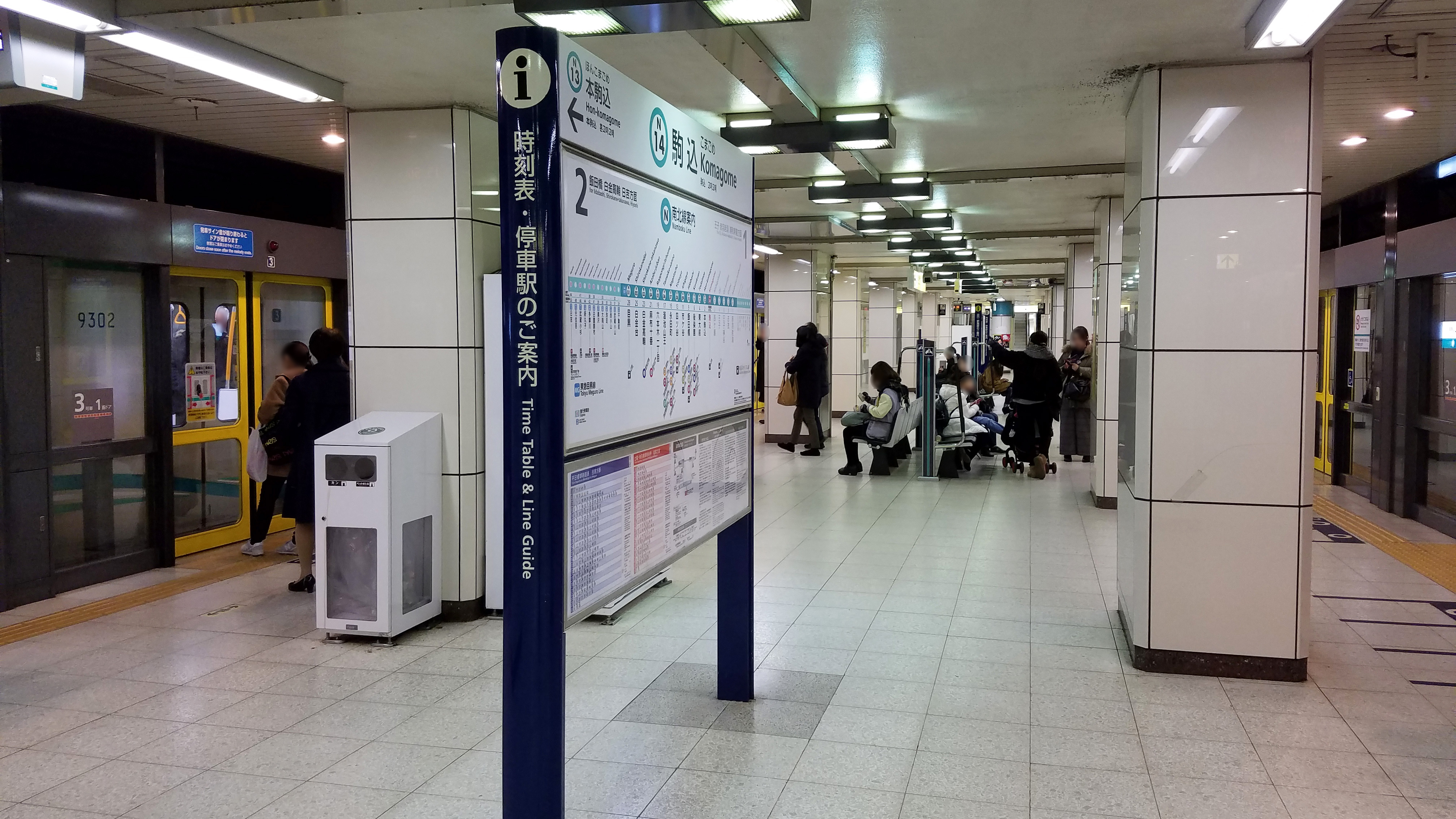
U-Bahnhof

## Gleise
JR East
| 1 | ▉ Yamanote-Linie | Tabata • Ueno • Tokio • Shinagawa |
| 2 | ▉ Yamanote-Linie | Ikebukuro • Shinjuku • Shibuya    |

Tōkyō Metro
| 1 | Namboku-Linie | Tōdaimae • Iidabashi • Meguro |
| 2 | Namboku-Linie | Ōji • Akabane-iwabuchi        |

Seit der Zeit der Kirschblüte 2006 wird als Stationsmelodie Sakura Sakura (さくらさくら, dt. Kirschblüte, Kirschblüte) gespielt, da angenommen wird, dass die Yoshino-Kirsche (染井吉野, Somei-yoshino, Nomenklatur Prunus × yedoensis) in der Nähe des heutigen Bahnhofs einen ihrer Ursprünge haben könnte. Zu Beginn war die Verwendung der Melodie auf die Zeit der Kirschblüte beschränkt, seit 2007 wird die Melodie jedoch dauerhaft eingesetzt.

## Linien
| Verlauf der Yamanote-Linie |
| --- |
| Shinagawa • Ōsaki • Gotanda • Meguro • Ebisu • Shibuya • Harajuku • Yoyogi • Shinjuku • Shin-Ōkubo • Takadanobaba • Mejiro • Ikebukuro • Ōtsuka • Sugamo • Komagome • Tabata • Nishi-Nippori • Nippori • Uguisudani • Ueno • Okachimachi • Akihabara • Kanda • Tokyo • Yūrakuchō • Shimbashi • Hamamatsuchō • Tamachi • Takanawa Gateway • Shinagawa |

## Geschichte

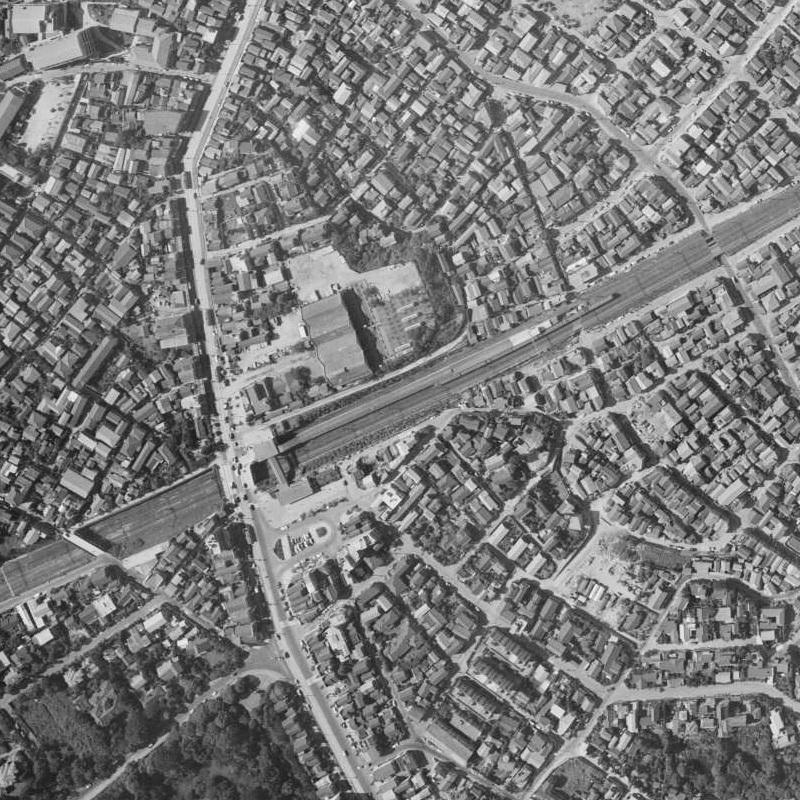
Luftaufnahme von 1963

Am 15. November 1910 eröffnete das Eisenbahnamt (das spätere Eisenbahnministerium) den Bahnhof als Ergänzung zur bereits bestehenden Yamanote-Linie. Von Anfang an diente er ausschließlich dem Personenverkehr. Am 13. April 1945, in der Endphase des Pazifikkriegs, brannte der Bahnhof als Folge eines durch einen Luftangriff der United States Army Air Forces verursachten Brandes vollständig nieder. Im Rahmen der Privatisierung der Japanischen Staatsbahn ging der Bahnhof am 1. April 1987 in den Besitz der neuen Gesellschaft JR East über. Die Gesellschaft Eidan (heute Tōkyō Metro) nahm am 29. November 1991 den ersten Abschnitt der Namboku-Linie in Betrieb, der von Akabane-iwabuchi bis hierhin reichte. Fast viereinhalb Jahre lang war der U-Bahnhof Komagome die südliche Endstation, bis zur Inbetriebnahme des Teilstücks nach Yotsuya am 26. März 1996. Am 23. Dezember 2006 endeten umfangreiche Renovationsarbeiten, die auch Maßnahmen zur barrierefreien Ausstattung mit Rolltreppen und Aufzügen einschloss.